# A Salgótarjáni utcai zsidó temető mauzóleumai

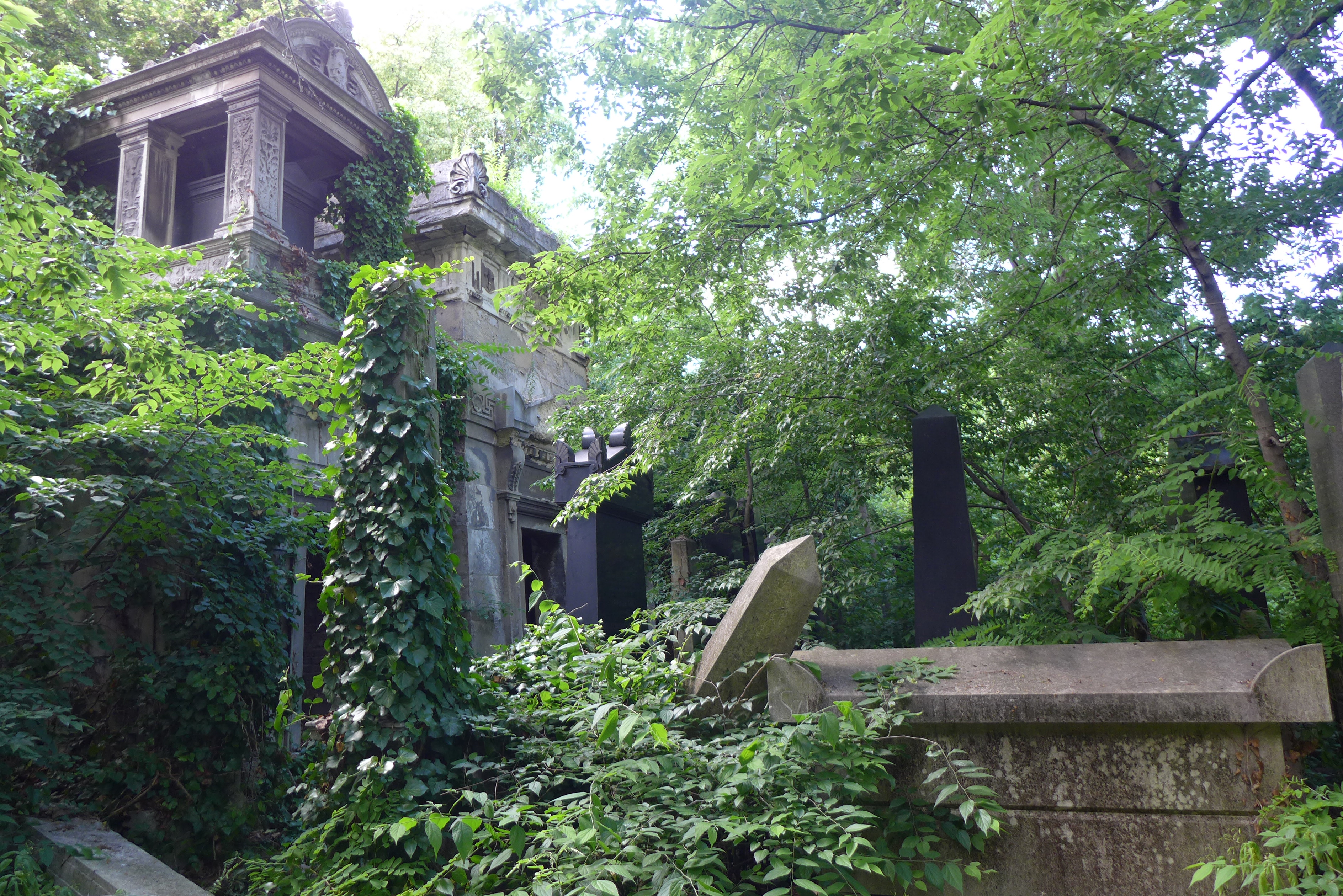
Ahol megállt az idő: mauzóleumok és egyéb síremlékek a Salgótarjáni utcai zsidó temető oldalfala mentén (2014)

Az alábbi lista a Salgótarjáni utcai zsidó temető mauzóleumait tartalmazza.

## Története

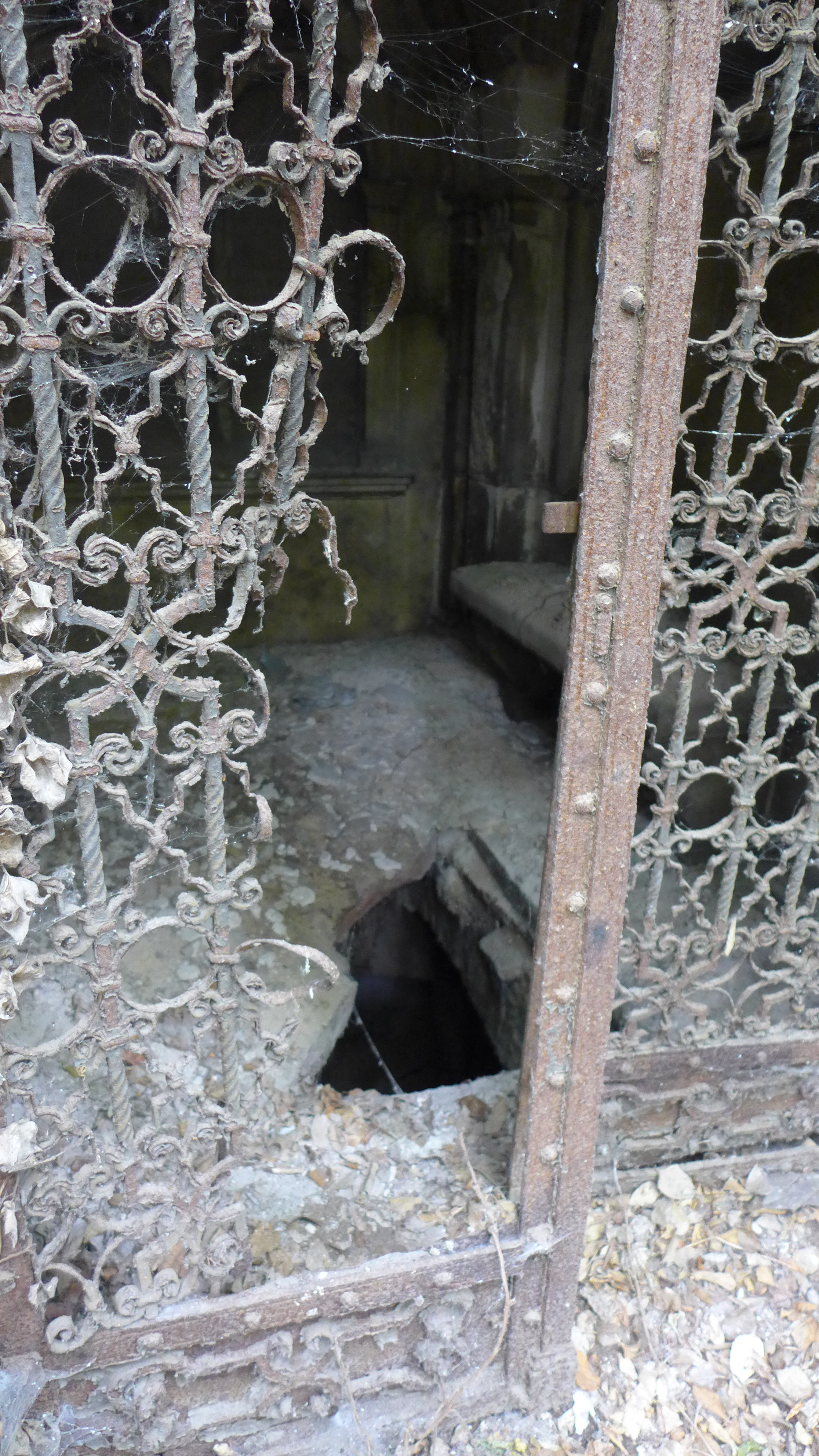
Omladozó mauzóleumok, hiányos kovácsoltvas díszkapuk, feltört sírboltok fogadják a temetőbe érkező látogatókat

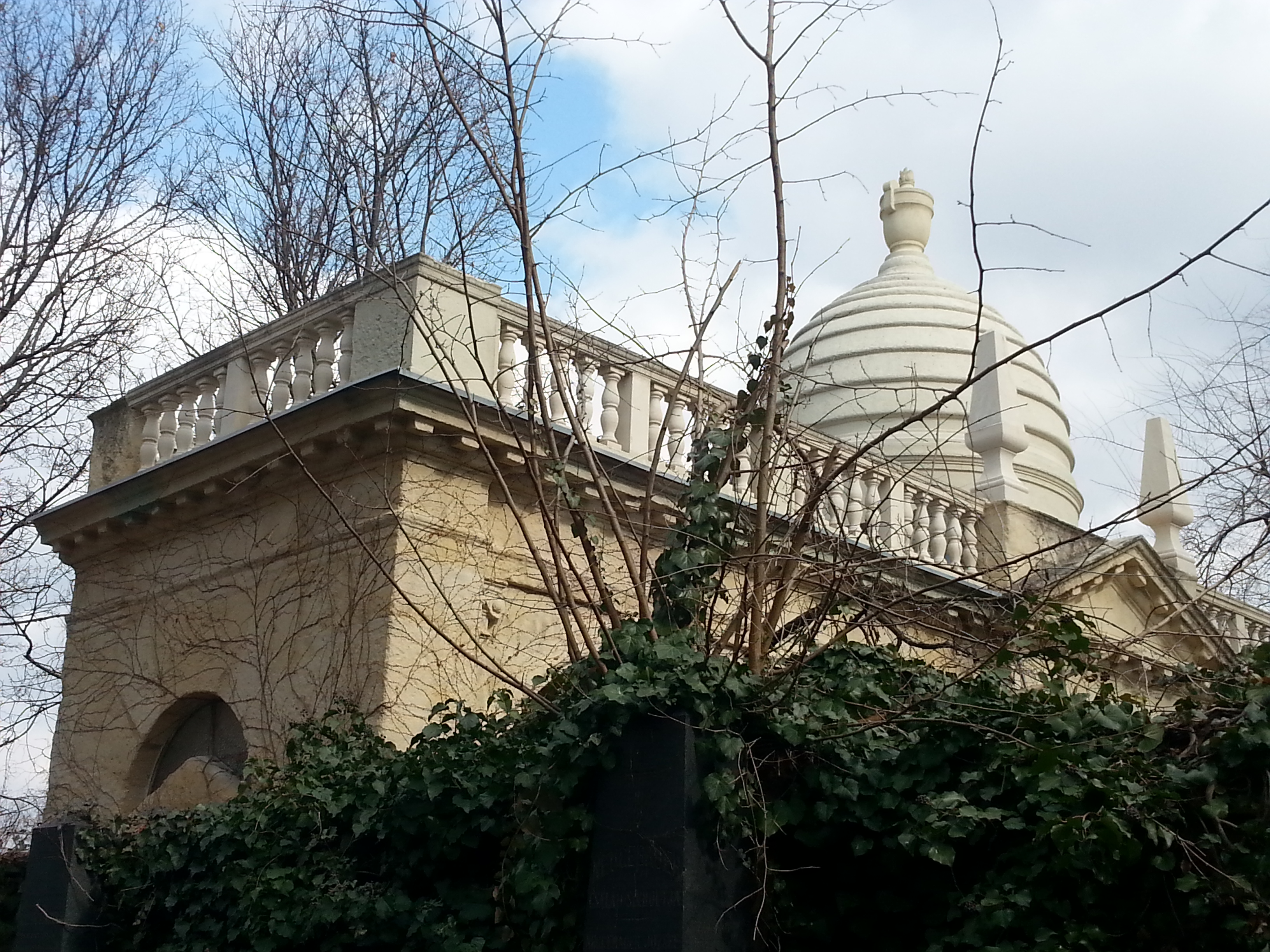
Boschán Jakab – Csillag Gábor – Deutsch Lajos – Popper Lajos mauzóleuma (felújítva, 2022)

A Salgótarjáni utcai zsidó temető 1874-ben nyílt meg. Kezdettől számos gazdag és híres család temetkezett ide, ezért az alapvetően kis területű temető már az 1920-as évekre betelt. Ezt követően elszórtan folytak benne temetkezések, napjainkra ilyen funkciót már nem tölt be. Az évtizedek alatt erősen lepusztult, 2002 óta műemléki védelem alatt áll.
A temető különlegesnek számít a maga nemében azzal, hogy területén rendkívül sok mauzóleum épült. Ezeknek a száma jelentősen meghaladja a szomszédos – jóval nagyobb területen létesült – Fiumei úti (keresztény) sírkert mauzóleumainak számát. Ugyan a Fiumei úti sírkert síremlékei sincsenek mindenhol a legjobb állapotban, a zsidó temető sírjai, különösen a mauzóleumai sokszor ijesztő mértékben lepusztultak. A mauzóleumokat szinte kivétel nélkül feltörték (néhol a bennük lévő koporsókat is, ezért szétszórt emberi maradványok is felfedezhetőek bennük), kovácsoltvas díszrácsaik elpusztultak vagy hiányosak, ahogy a belsejüket díszítő festmények / mozaikok is. Az emberi tényező mellett a természet is fokozatosan visszafoglalta a területet: cserjék nőttek ki a mauzóleumok felső részein, fák gyökere feszítette szét a kőfalakat. A mauzóleumok legtöbbje életveszélyes állapotú, de van, amely már összes is omlott. (Egy időben még hajléktalanok, kábítószerfogyasztók is beléjük költöztek.)
A temető kezelését 2016-ban a Nemzeti Örökség Intézete vette át, és fél éven át a nagyközönség elől is lezárták a legfontosabb felmérési, állagvédelmi okok miatt. Ezt követően ugyan újra látogatóható, de a síremlékek többségének felújítása várhatóan még éveket vesz igénybe. Eddig a Boschán–Csillag–Deutsch–Popper-féle mauzóleum rekonstrukciója készült el.
A mauzóleumépítés a 19. századi, meggazdagodó, bizonyos tekintetben elvilágiasodó zsidóság dicsőségét hivatottak örök időkre bemutatni. A korábbi, egyszerű, héber feliratos sírkövekkel szemben az újabb síremlékek, különösen a hatalmas mauzóleumok díszes, fényűző, esztétikailag kimagasló minőségben készültek el, stílusuk – a korszak nagy középületeihez hasonlóan – historizáló-eklektikus (ezen belül különösen neoklasszicista), később szecessziós. Speciális típust képviselnek a máshol nem elterjedt historizáló-egyiptizáló típusú építmények.
A mauzóleumok tervezői nem mindig ismertek. Nevek forrása:

## Központi rész
| Kép | Hely | Síremlék neve               | Tervező        | Építés ideje | Megjegyzés                                    |
| --- | ---- | --------------------------- | -------------- | ------------ | --------------------------------------------- |
|     |      | Bródy-mauzóleum             |                |              | Nagy méretű, mauzóleumszerű nyitott síremlék. |
|     |      | Sváb Sándor-mauzóleum       | Lajta Béla     | 1914         |                                               |
|     |      | Beck Nándor-mauzóleum       |                |              |                                               |
|     |      | Stern Ignác-mauzóleum       |                |              |                                               |
|     |      | Freund Henrik-mauzóleum     | Gerster Kálmán | 1894 u.      |                                               |
|     |      | Weschelmann Ignác-mauzóleum | Alpár Ignác    | 1903 k.      |                                               |

## Déli oldal
| Kép | Hely | Síremlék neve                  | Tervező                 | Építés ideje   | Megjegyzés                                                          |
| --- | ---- | ------------------------------ | ----------------------- | -------------- | ------------------------------------------------------------------- |
|     | 00   | [ismeretlen]-mauzóleum         |                         |                | A Krausz Mayer-mauzóleummal szemközt (nem a fal mellett) található. |
|     | 01   | Krausz Mayer-mauzóleum         | Kauser József           | 1876 k.        |                                                                     |
|     | 02   | Kohner-mauzóleum               |                         | 1877 k.        |                                                                     |
|     | 03   | Sváb-mauzóleum                 | Freund Vilmos           | 1880 k.        |                                                                     |
|     | 04   | Munk-mauzóleum                 |                         | 1881 után      |                                                                     |
|     | 05   | Schossberger-mauzóleum         | Wagner Sándor           | 1874 után      |                                                                     |
|     | 11   | Steiner-mauzóleum              |                         | 1880 után      |                                                                     |
|     | 19   | Rosenbaum–Sonnenfeld-mauzóleum |                         |                |                                                                     |
|     | 20   | Baumgarten-mauzóleum           |                         | 1893           |                                                                     |
|     | 23   | Tafler-mauzóleum               | Kauser József           | 1879 után      |                                                                     |
|     | 26   | Stern-mauzóleum                |                         | 1880 után      |                                                                     |
|     | 35   | Löwy-mauzóleum                 |                         | 1903 után      |                                                                     |
|     | 37   | Mahler-mauzóleum               | Barát Béla és Novák Ede | 1881 után      |                                                                     |
|     | 43   | Wahrmann-mauzóleum             | Quittner Zsigmond       | 1893           |                                                                     |
|     | 44   | Schwarz-mauzóleum              | Fellner Sándor          | 1883 után      |                                                                     |
|     | 49   | Neuschloss Károly-mauzóleum    | Gerster Kálmán          | 1878 vagy 1879 |                                                                     |

## Keleti oldal
| Kép | Hely | Síremlék neve     | Tervező     | Építés ideje | Megjegyzés        |
| --- | ---- | ----------------- | ----------- | ------------ | ----------------- |
|     | 02   | Gomperz-mauzóleum | Pollák Manó | 1897         | Romos állapotban. |

## Északi oldal
| Kép | Hely | Síremlék neve                                                    | Tervező           | Építés ideje | Megjegyzés                                                            |
| --- | ---- | ---------------------------------------------------------------- | ----------------- | ------------ | --------------------------------------------------------------------- |
|     | 01   | Boschán Jakab–Csillag Gábor–Deutsch Lajos–Popper Lajos-mauzóleum |                   |              | Egy nagyobb, Árkádszerű mauzóleum. A közelmúltban felújításra került. |
|     | 04   | Maclup-mauzóleum                                                 | Quittner Zsigmond | 1895 után    |                                                                       |
|     | 05   | Györgyei Kálmán-mauzóleum                                        |                   | 1884 után    |                                                                       |
|     | 06   | Györgyei Adolf-mauzóleum                                         |                   | 1884 után    |                                                                       |
|     | 07   | Deutsch Mór-mauzóleum                                            |                   |              |                                                                       |
|     | 10   | Strasszer Alajos-mauzóleum                                       | Fellner Sándor    |              |                                                                       |
|     | 11   | Haas Jakab–Deutsch József-mauzóleum                              |                   | 1902 után    | Ikermauzóleum.                                                        |
|     | 14   | Brüll-mauzóleum                                                  | Freund Vilmos     | 1890         |                                                                       |
|     | 17   | Klein Lipót-mauzóleum                                            | Hirsch József     | 1886 után    |                                                                       |
|     | 21   | Hegner-mauzóleum                                                 |                   | 1894         |                                                                       |
|     | 26   | Bracfeld-mauzóleum                                               |                   |              |                                                                       |
|     | 31   | Bischitz Salamon-mauzóleum                                       | Fellner Sándor    | 1885         |                                                                       |
|     | 32   | Hatvany-Deutsch-mauzóleum                                        | Weber Antal       | 1879         | A temető legnagyobb síremléke.                                        |

## Nyugati oldal
| Kép | Hely | Síremlék neve              | Tervező                           | Építés ideje | Megjegyzés                                                        |
| --- | ---- | -------------------------- | --------------------------------- | ------------ | ----------------------------------------------------------------- |
|     | 03   | Blau Adolf-mauzóleum       | Révész Sámuel, Kollár József      | 1913         |                                                                   |
|     | 04   | Ehrenfeld Antal-mauzóleum  | Gerster Kálmán                    | 1909         |                                                                   |
|     | 04   | Gross Zsigmond-mauzóleum   |                                   | 1908 után    |                                                                   |
|     | 06   | Hoffmann-mauzóleum         | Schmidt-műhely                    | 1903 után    |                                                                   |
|     | 14   | Weiss Manfréd-mauzóleum    | Kármán Géza Aladár, Ullmann Gyula | 1922 k.      | Felújításra került. Nagy méretű, mauzóleumszerű nyitott síremlék. |
|     | 21   | Neuschloss Simon-mauzóleum | Quittner Zsigmond                 | 1894 után    | Összeomlott mauzóleum.                                            |
|     | 23   | Herzog Péter-mauzóleum     |                                   | 1904 előtt   |                                                                   |
|     | 24   | Latzko Náthán-mauzóleum    | Quittner Zsigmond                 | 1893         |                                                                   |
|     | 25   | Friedmann Lajos-mauzóleum  |                                   | 1907 után    |                                                                   |
|     | 28   | Bródy Zsigmond-mauzóleum   | Quittner Zsigmond                 | 1893         |                                                                   |
|     | 31   | Auspitz Mór-mauzóleum      |                                   | 1892 után    |                                                                   |